# Glossário de biologia
Este glossário de termos de biologia é uma lista de definições de termos e conceitos fundamentais usados em biologia, o estudo da vida e dos organismos vivos. É um material introdutório para iniciantes; para obter definições mais específicas e técnicas de subdisciplinas e campos relacionados, consulte o Glossário de genética, Glossário de biologia evolutiva, Glossário de ecologia e Glossário de nomenclatura científica, ou qualquer um dos glossários específicos do ramo na Categoria: Listas de biologia.

## A
- A

Vitamina A ou retinol. Vitamina lipossolúvel que evita a xerofitalmia e a hemeralopia (cegueira noturna). Principais fontes: leite, manteiga, cenoura, pimenta, óleo de fígado de bacalhau e em muitos vegetais.
- Aberração cromossômica

Genericamente, qualquer alteração estrutural ou numérica de cromossomos na célula. Ver também síndromes (Down, Klinefelter, Turner, etc.).
- Abiótico

Abiótico é o componente não vivo do meio ambiente. Inclui as condições físicas e químicas do meio.
- Abscisão

Queda de folhas ou de frutos em vegetais.
- Ácido Nucleico

Macromolécula presente nas células de todos os seres vivos; está relacionada com a hereditariedade (ver DNA e RNA).sômos cujo centrômero se desloca visivelmente do centro. (ver centrômero).
- Actina

Proteína relacionada com o movimento celular. Presente em grande quantidade na musculatura. Ver miosina.
- Açúcar

Classe de substâncias orgânicas formadas por átomos de carbono, hidrogênio e oxigênio (ver também Hidrato de Carbono, Monossacarídios e Polissacarídeos).
- Aeróbico

Ser ou organismo que vive, cresce ou metaboliza apenas em presença do oxigênio.
- Aferentes

Aquilo que chega. Nervos que fazem o impulso nervoso chegar ao SNC são chamados de nervos aferentes, por exemplo. Ver também eferente.
- Agentes Etiológicos

Aqueles que causam doenças. Etiologia = causa, princípio.
- Aglutinação

O mesmo que juntar, aproximar, aglomerar
- Alelo

Que estão lado a lado. Diz-se gens alelos daqueles que estão na mesma posição, em cromossomos diferentes do par homólogo. Que ocupam o mesmo locus nos cromossomos homólogos.
- Alevino

Estágio embrionário dos peixes. Nota-se neste estágio um volumoso saco vitelínico na região ventral.
- Amido

Polissacarídeo sintetizado a partir de reunião de moléculas de glicose, utilizado por certas algas e pelas plantas como substância de reserva.
- Amiloplastos

Ou grão de amido; estrutura presente exclusivamente em células de plantas e de algas; origina-se a partir do leucoplasto que armazena amido.
- Anaeróbias

Aplicado às células (principalmente bacterianas) que podem viver sem oxigênio livre; os anaeróbios obrigatórios não podem viver na presença do oxigênio; os anaeróbios facultativos podem viver com ou sem oxigênio.
- Anáfase

Fase da divisão celular onde os cromossomos se separam dirigindo-se para os polos da célula.
- Androceu

Conjunto de estames que forma o aparelho reprodutor masculino em flores de angiospermas.
- Angiosperma

Classe da divisão Tracheophyta. (Do grego: angion, vaso + sperma, semente). Literalmente, semente produzida em um vaso; assim grupo de plantas cujas sementes são portadas dentro de um ovário maduro (fruto). Espermáfita que forma fruto. Sementes protegidas pelos frutos. São as monocotiledôneas e as dicotiledôneas.
- Antibióticos

Substância orgânica capaz de inibir a proliferação de bactérias, a penicilina, por exemplo, é um antibiótico.
- Anticorpos

Substância proteica produzida pelos linfócitos que atacam e destroem substâncias ou micro-organismos estranhos ao corpo (antígenos).
- Antígeno

Diz-se de Qualquer substância ou partícula que, introduzida no corpo, provoca uma reação de defesa (imunitária), com produção de anticorpos.
- Autofagia

Auto = por si / fagia = comer Usamos este termo para designar o ato de autodigestão. Ocorre em células ou tecidos que por liberarem enzimas digestivas dentro de suas estruturas acabam por fazer autodigestão.
- Autofágicos

Seres ou estruturas que promovem autofagia.
- Autólise

Auto = por si / lise = quebrar ou digerir. É o mesmo que autofagia.
- Autótrofos

Seres vivos, como as plantas, que produzem seus próprios alimentos à custa de energia solar, do CO2 do ar e da água do solo. Palavra originada do grego autos = próprio + trophos = nutrir.
- Avascular

Relativo ao que não possui tecido de vascularização (vasos condutores, nos vegetais; vasos sanguíneos nos animais).
- Avifauna

Conjunto das espécies de aves que vivem numa determinada região.